# Germarostes viridipennis
Germarostes viridipennis är en skalbaggsart som beskrevs av Bates 1887. Germarostes viridipennis ingår i släktet Germarostes och familjen Hybosoridae. Inga underarter finns listade i Catalogue of Life.